# Automatisk skrift
Automatisk skrift eller automatskrift (inom new age känt som kanalisering, från engelskans channeling), är en litterär metod som innebär att man försöker direkt återge vad som kommer fram ur det omedvetna eller från yttre krafter såsom andeväsen. Tanken är att "skapa" utan kontrollerande förnuft och utan estetiska och moraliska överväganden. Tekniken började användas inom spiritismen men har sedan använts både som skapande och terapeutiskt verktyg.
Motsvarande idéer har även tillämpats inom konsten, se vidare automatism.
Metodens kritiker hävdar att i praktiken har författarna oftast medvetet bearbetat sina skrivförsök.

## Historik
Upplevelser av att skriva under påverkan utan egen kontroll fanns redan hos Platon. Denne skrev i Faidros: "En sorts galenskap som orsakas av muser: den går in i en subtil och oskuldsfull själ och skapar vanvett, väcker lyrik och annan poesi." och "Sömngångare, den älskande och poeten är alla av fantasin sammansatta."
Alfred de Musset talade om en poetisk skapandeprocess i följande ordalag: "Detta är inte arbete, detta är lyssnande; det är som om en okänd person hade talat till ditt öra."

## Kristen mystik
Många författare inom den religiösa och mystiskt präglade litteraturen går ett steg längre och anser att de producerat sina verk under inflytande av utanförstående krafter. Dessa författare hävdar alltså att de tar upp diktamen inte från det undermedvetna utan från det övermedvetna eller på telepatisk väg och får då uppenbarelser. 
Katarina av Siena, italiensk mystiker från 1300-talet, hade dikterat sin Dialog under extatiskt tillstånd. 
Teresa av Ávila, en av den spanska mystikens stora namn på 1600-talet, jämför sitt skrivande med en papegojas upprepningar efter sin herre utan att hon förstår något av det hon säger. 
Jacob Böhme, tysk religionsfilosof och mystiker, skriver om sig själv som driven att skriva "genom rörelse från ovan": "Det var inte konsten som skrev här. Det fanns ingen tid att överväga hur man skulle sätta det avsiktligt på papperet enligt en litterär förståelse. Allt var iordningställt enligt Andens riktlinjer … Brinnande eld ofta framtvingad med hastighet och handen och pennan hade hastat efter den. För den kom och försvann som en plötslig duschstråle." 
Åsa Waldau skrev Tirsaprofetian. Jesus (eller Dodjadid) säger i texten till henne: "Du tycker inte att du hör nånting men faktum är att bara du skriver kommer orden att komma till dig. Precis som när man profeterar. Du låter dina händer vara redskapet och i tro tar du emot allt som kommer till ditt hjärta."
Madame Guyon (som gav upphov till en fransk väckelserörelse inom kvietismen) brukade plötsligt få bråttom att ta upp sin penna. Om hon försökte göra motstånd kändes det som en plåga. Ord och meningar, idéer och argument forsade bara fram ur henne så att en av hennes mer omfångsrika böcker faktiskt blev skriven på en och en halv dag: "När jag skrev såg jag att jag hade författat om saker som jag aldrig hade sett och under denna tid av manifestering fick jag ljus att ta emot det jag hade i min skattkammare av kunskap och förståelse som jag inte visste att jag ägde". 
Och William Blake, engelsk visionär skald, målare och grafiker, är på ett sätt det bästa exemplet av dem alla. Han hävdade att han skrev Milton och Jerusalem "genom omedelbar diktamen … utan uppsåt och till och med mot min vilja", och på sin dödsbädd medgav han att hans verk var en produkt av "himmelska vänner".

## Spiritism och new age
Vid spiritismens framväxt i slutet av 1800-talet blev automatskrift ett vanligt fenomen. En av de mest kända personerna inom detta område blev Hélène Smith som i början på 1900-talet framträdde och påstod sig stå i förbindelse med marsianer som försökte meddela sig med mänskligheten genom henne. Hélène Smith fick också betydelse för surrealistiska rörelser inom konsten.
Neale Donald Walsch, författare till Samtal med Gud-böckerna, är ett exempel på en representant för new age-rörelsen som påstår sig skriva ner ett budskap direkt från Gud.